# Henricia lisa
Henricia lisa är en sjöstjärneart som beskrevs av A.H. Clark 1949. Henricia lisa ingår i släktet Henricia och familjen krullsjöstjärnor.

## Underarter
Arten delas in i följande underarter:
- H. l. ingolfi
- H. l. lisa